# Sokndal
Sokndal er den sydligste kommune i Rogaland fylke i Norge. Kommunen grænser i vest til Eigersund, i nord til Lund kommune og i sydøst til Flekkefjord.
Sokndal kommune har tre store seværdigheder: Sogndalstrand, Ruggestenen og Jøssingfjord. Sidstnævnte er ophav til ordet Jøssing, som blev verdenskendt under 2. verdenskrig som betegnelse for antinazistiske nordmænd.
Sokndal kommune er Norges første medlem af Cittaslow.
Den vigtigste virksomhed i kommunen er Titania A/S, som udvinder titanmalm.